# سعيد بن الحارث بن قيس
الصحابي سعيد بن الحارث بن قَيْس القرشي السهمي، كان ممن هاجر الهجرة الثانية إلى الحبشة.

## نسبه
- هو : سعيد بن الحارث بن قَيْس بن عدي بن سُعَيد بن سَعْد بن سهم القرشي السهمي .[1]
- أمّه : ابنة عُرْوة بن سعد بن حِذْيَم بن سلامان بن سعد بن جُمَح، ويقال بل هي ابنة عبد عمرو بن عُرْوة بن سعد.[2]
- أخوته :

1. عبد الله بن الحارث بن قيس بن عدي
2. الحارث بن الحارث بن قيس بن عدي
3. معمر بن الحارث بن قيس بن عدي
4. السائب بن الحارث بن قيس بن عدي
5. بشر بن الحارث بن قيس بن عدي
6. أبو قيس بن الحارث بن قيس بن عدي
7. تميم بن الحارث بن قيس بن عدي.
8. حجاج بن الحارث بن قيس بن عدي،[3] وقد هاجروا جميعًا إلى الحبشة .[4]

- انقرض بنو الحارث بن قَيْس بن عَدِيّ.[1]
- لا عقب له [1]

## إسلامه
أسلم قديمًا بمكة ، وهاجر الهجرة الثانية إلى الحبشة .

### وفاته
قتل سعيد يوم اليرموك في رجب سنة 15 هـ ، وقيل: بل قتِل بأَجنادِين، قال صاحب أسد الغابة: «يقع الاختلاف كثيرًا فيمن قتِل باليرموك وأَجنادين والصُّفَّر، وكلها بالشام» .